# Lijst van rijksmonumenten in Lienden
De plaats Lienden telt 13 inschrijvingen in het rijksmonumentenregister. Hieronder een overzicht.
| Object | Oorspronkelijke functie?  | Bouwjaar                          | Architect | Locatie                      | Coördinaten?                  | Nr.?  | Afbeelding        |
| --- | ------------------------- | --------------------------------- | --------- | ---------------------------- | ----------------------------- | ----- | ----------------- |
| Voormalige pastorie | Boerderij                 | vermoedelijk 16e eeuw (oorsprong) |           | Dorpsstraat 23               | 51° 56' 57" NB, 5° 31' 8" OL  | 25829 | Meer afbeeldingen |
| Gepleisterd T-huis, waarvan het woongedeelte een rieten zadeldak draagt en zesruitsramen met luiken bezit                                                                                      | Boerderij                 | 1662, 1766 en 1866: jaarankers    |           | Burgemeester Houtkoperweg 11 | 51° 56' 13" NB, 5° 32' 4" OL  | 25830 | Meer afbeeldingen |
| Boerderij, waarvan het woonhuis een rieten zadeldak | Boerderij                 | 1805 (ankers)                     |           | Burgemeester Houtkoperweg 18 | 51° 56' 6" NB, 5° 32' 18" OL  | 25831 | Meer afbeeldingen |
| Gepleisterd pand onder zadeldak | Boerderij                 | 1776                              |           | Burgemeester Houtkoperweg 23 | 51° 56' 4" NB, 5° 32' 31" OL  | 25832 | Meer afbeeldingen |
| De Marsch | Industrie- en poldermolen | 1885                              |           | Marsdijk 2                   | 51° 57' 39" NB, 5° 31' 39" OL | 25833 | Meer afbeeldingen |
| De Zwaan | Industrie- en poldermolen | 1644                              |           | Molenstraat 5                | 51° 56' 57" NB, 5° 30' 58" OL | 25834 | Meer afbeeldingen |
| Boerderij met de deel naar de weg gekeerd. Met riet gedekt wolfdak | Boerderij                 | 18e eeuw                          |           | Doctor van Noortstraat 24    | 51° 56' 47" NB, 5° 30' 58" OL | 25835 | Meer afbeeldingen |
| Hervormde kerk | Kerk en kerkonderdeel     | 16e/17e eeuw                      |           | Papestraat 1                 | 51° 56' 58" NB, 5° 31' 11" OL | 25836 | Meer afbeeldingen |
| Toren van de hervormde kerk | Kerk en kerkonderdeel     | 15e eeuw                          |           | Papestraat bij 1             | 51° 56' 58" NB, 5° 31' 9" OL  | 25837 | Meer afbeeldingen |
| Gepleisterde boerderij, met door riet en pannen gedekt wolfdak en in de voorgevel vensters met luiken en kleine roedenverdeling                                                                | Boerderij                 | 18e of vroeg 19e eeuw             |           | Baron van Brakellweg 4       | 51° 56' 31" NB, 5° 30' 49" OL | 25838 | Meer afbeeldingen |
| Kleine boerderij van het Betuwse type, met op het dwars voor de stal geplaatste woongedeelte een rieten schilddak en voor de stal een rieten zadeldak. Woongedeelte verbouwd in begin 19e eeuw | Boerderij                 | waarschijnlijk 17e eeuw           |           | Rijndijk 2                   | 51° 56' 8" NB, 5° 32' 35" OL  | 25839 | Meer afbeeldingen |
| T-huis | Boerderij                 | ca. 1861                          |           | Vogelenzangseweg 28          | 51° 56' 34" NB, 5° 30' 57" OL | 25840 | Meer afbeeldingen |
| Romp van de korenmolen "De Hoop". Gemetselde ronde stellingmolen | Industrie- en poldermolen | 1864                              |           | Voorstraat 46                | 51° 56' 47" NB, 5° 30' 41" OL | 25841 | Meer afbeeldingen |